# جنگ ائتلاف سوم
جنگ ائتلاف سوم درگیری نظامی میان قدرت‌های اروپایی و فرانسه از سال ۱۸۰۳ تا ۱۸۰۶ میلادی بود. طی این جنگ امپراتوری فرانسه و متحدانش تحت فرماندهی ناپلئون، موفق به نابودی ائتلاف امپراتوری مقدس روم، روسیه، بریتانیا و باقی مخالفان انقلاب فرانسه شدند.
بریتانیا تنها کشوری در اروپا بود که پس از وقایع آغازین قرن ۱۹ میلادی تا پایان سلطنت ناپلئون، با فرانسه در وضعیت جنگی باقی‌ماند؛ لذا، از ۱۸۰۳ تا ۱۸۰۵ مورد تهدید تهاجم فرانسه واقع بود. اگرچه، ناوگان سلطنتی بریتانیا به فرماندهی دریاسالار نلسون موفق شد در اکتبر ۱۸۰۵ میلادی، نیروی دریایی مشترک اسپانیا-فرانسه را در نبرد ترافالگار درهم بشکند.
ائتلاف سوم زمانی به جنگ واقعی علیه ناپلئون مبادرت ورزید که او در ایتالیا تاجگذاری کرد و خود را شاه کل شبه جزیره ایتالیا نامید و در آلمان نیز به تحرکات نظامی دست زد. بر اثر وقایع به وجود آمده، دولت اتریش و روسیه برای جنگ با فرانسه به بریتانیا ملحق شدند. جنگ خیلی زود به موفقیت فرانسویان در لشکرکشی اولم (که از اواخر اوت تا نیمه اکتبر به طول انجامید) و سپس پیروزی قطعی آنان بر نیروهای مشترک اتریش-روسیه تحت فرماندهی تزار الکساندر در نبرد استرلیتز ختم شد. نبرد استرلیتز به عمر ائتلاف سوم پایان داد. سپس، ناپلئون خود را مشغول حمله به ناپل کرد که به پیروزی کامل فرانسه انجامید.
در ۲۶ دسامبر ۱۸۰۵ میلادی، اتریش و فرانسه پیمان پرسبورگ را امضاء کردند که به موجب آن اتریش وادار گردید از ائتلاف سوم کناره گیرد و خود را از جنگ بیرون کشد. همچنین، به موجب این پیمان کلیه متصرفات اتریش در بایرن و ایتالیا به فرانسه واگذار گردید و خاندان هابسبورگ موظف به پرداخت ۴۰ میلیون فرانک به متحدان آلمانی فرانسه شدند. ناپلئون به لشکریان روس اجازه داد به کشورشان بازگردند. پیروزی در نبرد استرلیتز باعث تشکیل کنفدراسیون راین گردید که منطقه حایلی میان فرانسه و اروپای مرکزی ایجاد می‌کرد. همچنین، در اوایل ۱۸۰۶ میلادی، هنگامی که امپراتور فرانتس دوم تاج امپراتوری مقدس روم را کنار نهاد، این حکومت پس از نزدیک به ۹۰۰ سال موجودیت از بین رفت. با وجود تمام این رویدادها، اختلافات قدیمی پایان نگرفت. بریتانیا و روسیه همچنان به جنگ با فرانسه ادامه دادند و پروس نیز که از توسعه فرانسه در اروپای مرکزی بیمناک شده بود، در سال ۱۸۰۶ میلادی جنگ ائتلاف چهارم را آغاز کرد.